# Kendalrejo (Soko)
Kendalrejo is een bestuurslaag in het regentschap Tuban van de provincie Oost-Java, Indonesië. Kendalrejo telt 2093 inwoners (volkstelling 2010).